# Nervijci
Nervijci (latinsko Nervii) so bili antično germansko pleme in eno najmočnejših belgijskih plemen. Naseljeni so bili v severovzhodnem zaledju Galije. Poznani so bili po svojih žilavih vojakih, ki so bili zmožni prehoditi zelo velike razdalje.
V 1. stoletju pr. n. št. so Cezarju med njegovim vojnim pohodom preko reke Sabis (Sambre) njegovi domači ogledniki iz plemena Remov trdili, da so Nervijci najbolj oddaljeno belgijsko pleme.  Romanizirani grški geograf Strabon je zapisal, da so Nervijci germanskega porekla. Tacit v svoji Germaniji pravi, da so imeli v njegovih časih Nervijce za pleme z germanskimi predniki, ki se je razlikovalo od mehkužnih Galcev. Etnografi iz 19. stoletja so na osnovi omenjenih pisnih virov, od katerih so nekateri izvirni, njihovo domovino umestili v skrajno severno Francijo in Belgijo. Na podlagi skromne latenske materialne kulture regije ni mogoče zanesljivo določiti jezikovne sorodnosti. Kovinski izdelki iz nervijskega glavnega mesta Bavaya iz obdobja, ki je neposredno sledilo rimskemu obdobju in niso uvoženi iz Rimskega cesarstva, so galski.
Nervijci so bili znani izvozniki žita in izdelovalci keramike (terra nigra).

## Galske vojne
Julij Cezar je Nervijce prišteval med najbolj bojevita belgijska plemena. Njihova kultura naj bi bila spartanska: ne uživajo alkoholnih pijač in si ne privoščijo nobenega razkošja, tako da njihov um ostaja bister in hraber. Pravi tudi, da ne trgujejo s tujimi trgovci, iz česar bi lahko sklepali, da so bili revni in gospodarsko nerazviti. Arheološke najdbe kažejo ravno nasprotno sliko. Zaklad, ki so ga leta 1864 po naključju odkrili gozdarji pri Frasnes-lez-Buissenalu v belgijski provinci Hainaut, in kovanci, povezani z Morini in Nervijci, kažejo, da so nosili značilne galske zlate okrasne vratne obročke.
Nervijci so bili eno od združenih belgijskih plemen, ki so se leta 57. pr. n. št. uprla Cezarju. Ko je zavezništvo razpadlo in so se nekatera plemena vdala, so Nervijci pod Bodugnatovim poveljstvom s pomočjo Atrebatov in Viromandujev v bitki pri Sabisu skoraj premagali Cezarja. Napad je bil tako hiter in nepričakovan, da nekateri legijonarji niso imeli niti toliko časa, da bi s ščitov sneli prevleke in si nataknili čelade. Cezarju je uspelo hitro organizirati svojo vojsko, X. legija pod poveljstvom Tita Labiena pa je napadla nervijski tabor. Na bojišče sta kmalu prišli še dve legiji iz zaledja, ki sta varovali ozemlje. Cezar je zapisal, da so bili v bitki skoraj vsi Nervijci pobiti in jih zaradi njihovega junaštva imenoval heroji. V bitki bi morali sodelovati tudi Atuatuki, ki bojišče niso prišli pravočasno.
Ko so se leta 53 pr. n. št. uprli Ambioriks in Eburoni, so se preostali Nervijci pridružili uporu in oblegali Kvinta Tulija Cicerona, brata slavnega govornika, in njegovo legijo v zimskem taboru, dokler ga ni osvobodil sam Cezar.

## Rimsko obdobje
Nervijsko glavno mesto (civitas) je bil Bagacum, sedanji Bavay na skrajnem severu Francije. Mesto je bilo verjetno zgrajeno izven tradicionalnega nervijskega ozemlja. Ustanovljeno je bilo leta 30 pr. n. št. in je hitro postalo središče rimske civilizacije. Arheologi so odkrili mestni forum. Na samem nervijskem ozemlju so stala mesta Fanum Martis (Famars), Geminiacum (Liberchies), Turnacum (Tournai) in Cortoriacum (Kortrijk), v katerem so odkrili čudovit kipec Kortriške Venere.
Napisi, ki so jih odkrili v utrdbi v Antoninovem zidu na Škotskem, kažejo, da je bila utrdba v 2. stoletju baza 500 vojakov 6. nervijske pehotne kohorte. Po Tacitovih zapisih so kohorte Nervijcev služile tudi na rimski meji ob Renu.
Po katastrofalnih napadih Frankov leta 275, je bila zgrajena nova prestolnica Camaracum (Cambrai). Leta 432 so državo Nervijcev dokončno osvojili Franki. V Tournaiju je bil pokopan tudi njihov kralj Hilderik I.

## Nervijci v prozi
Nervijci in Menapijci so glavni junaki zgodbe Asteriks v Belgiji, v kateri Belgi in Galci iz Armorike tekmujejo za naslov najpogumnejšega bojevnika po malo verjetni presoji Julija Cezarja. Asteriks v Belgiji je štiriindvajseta in zadnja Goscinnyjeva zgodba o Asteriksu.